# Lagoa da Prata (kommun)
Lagoa da Prata är en kommun i Brasilien.   Den ligger i delstaten Minas Gerais, i den sydöstra delen av landet, 500 km sydost om huvudstaden Brasília. Antalet invånare är 45 999.
Följande samhällen finns i Lagoa da Prata:
- Lagoa da Prata

Omgivningarna runt Lagoa da Prata är huvudsakligen savann. Runt Lagoa da Prata är det ganska glesbefolkat, med 43 invånare per kvadratkilometer.